# تری‌فلوروپراستیک اسید
تری‌فلوروپراستیک اسید (تری‌فلوروپروکسی‌استیک اسید، TFPAA) یک ترکیب آلی حاوی فلوئور، آنالوگ پراکسی اسید از تری‌فلورواستیک اسید، با فرمول ساختاری متراکم CF
3COOOH است. این ماده یک اکسیدکننده قوی برای واکنش‌های اکسایش آلی، مانند اکسایش بایر–ویلیگر در کتونها است. این ماده واکنش‌پذیرترین پروکسی‌اسید آلی است، که اکسایش آلکنهای نسبتاً واکنش‌ناپذیر به اپوکسیدها را امکان‌پذیر می‌کند. دیگر پروکسی اسیدها در این واکنش اثری ندارند. همچنین می‌تواند کالکوژنها را در برخی از گروه‌های عاملی اکسید نماید، مانند تبدیل سلنواترها به سلونها. این ماده یک ماده بالقوه انفجاری است و از نظر تجاری در دسترس نیست، اما در صورت لزوم به سرعت آماده می‌شود. استفاده از آن به عنوان واکنشگر آزمایشگاهی نخستین بار توسط ویلیام دی. امونز معرفی شده و توسعه یافت.